# Неборово
Неборово (пол. Nieborowo) — село в Польщі, у гміні Пижиці Пижицького повіту Західнопоморського воєводства.
Населення — 250 осіб (2011).
У 1975-1998 роках село належало до Щецинського воєводства.

## Демографія
Демографічна структура станом на 31 березня 2011 року:
|          | Загалом | Допрацездатний вік | Працездатний вік | Постпрацездатний вік |
| -------- | ------- | ------------------ | ---------------- | -------------------- |
| Чоловіки | 122     | 26                 | 86               | 10                   |
| Жінки    | 128     | 36                 | 67               | 25                   |
| Разом    | 250     | 62                 | 153              | 35                   |